# Gerhard Glokke
Gerhard Glokke, né le 26 novembre 1884 à Poznań et mort le 5 juin 1944 à Münster, est un général allemand.

## Biographie
Gerhard Glokke naît le 26 novembre 1884 à Poznań. Il s'engage dans l'armée en 1903 et est nommé officier dans l'infanterie l'année suivante. Il commande le 16e régiment d'infanterie à partir du 1er octobre 1931, avant de prendre le commandement de la division. Il est promu général de division le jour où il prend le commandement du 16e régiment et général de corps d'armée le 1er octobre 1936. Promu général d'infanterie le 1er septembre 1940, il commande le Wehrkreis VI depuis le début de la guerre jusqu'à sa mort. Il meurt le 5 juin 1944 à Münster de causes naturelles.